# 2023年德国汉堡枪击案

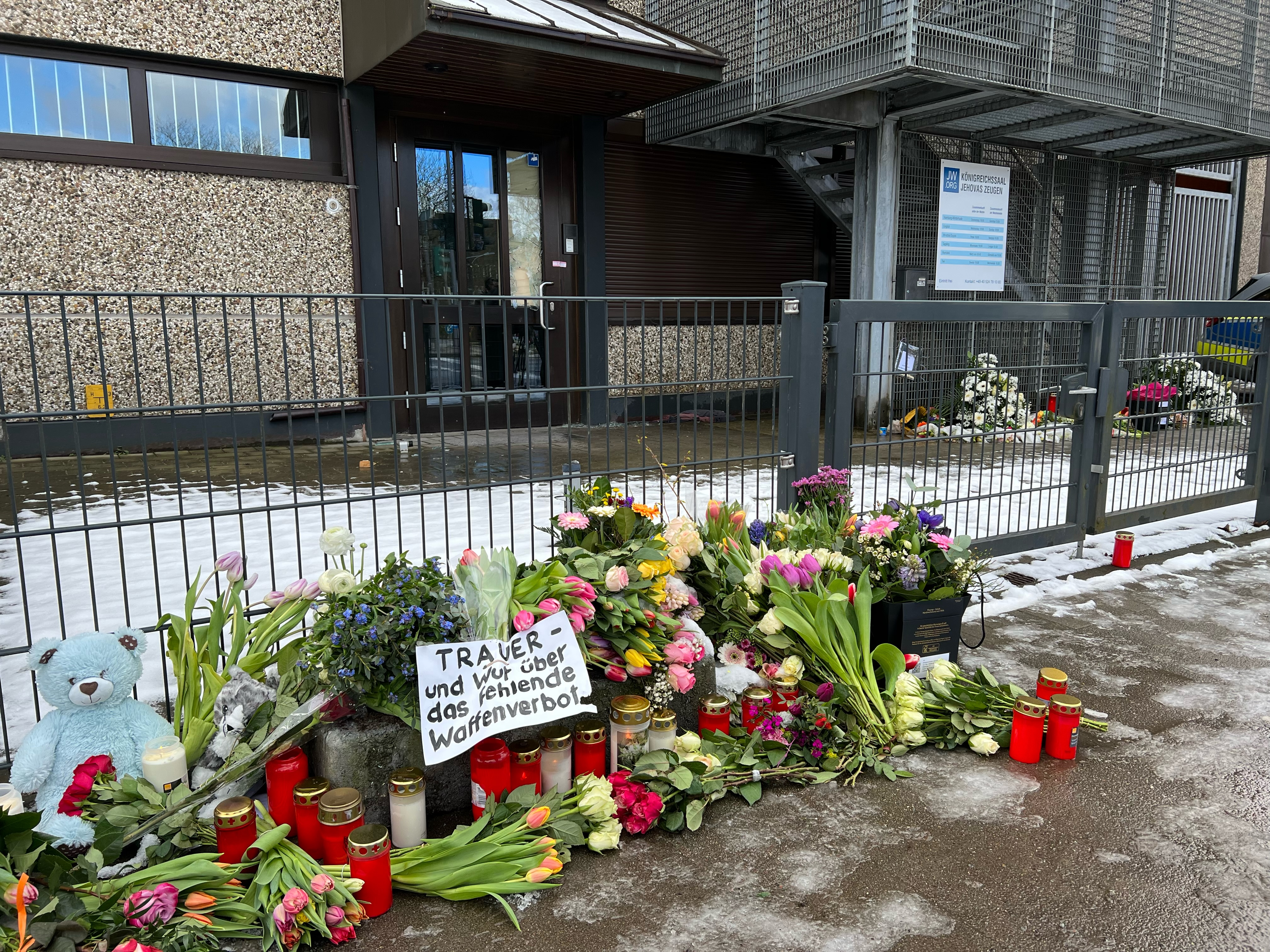
枪击事件发生后，人们在王国聚会所前献上鲜花，标语上写着“对缺乏武器禁令感到悲痛与愤怒”（Trauer und Wut über das fehlende Waffenverbot）。

2023年德国汉堡枪击案，是指2023年3月9日晚间9时发生于德国汉堡市的耶和華見證人的王国聚会所（礼拜场所）的一宗枪击事件，造成8人死亡，8人受伤，伤者中有4人伤势严重，并在现场发现疑似嫌疑人的尸体。目前汉堡警方认为枪手只有一名。警方尚未证实伤亡人数；至于凶嫌犯罪动机则仍在调查中。据《明镜》杂志报道，据称枪手是耶和华见证会的前成员，年龄在30岁左右，用手枪作案。